# Vryheid
Vryheid [frɛĭhɛĭt] (afrikaans; deutsch: „Freiheit“) ist eine Stadt in der Lokalgemeinde AbaQulusi, im Distrikt Zululand der südafrikanischen Provinz KwaZulu-Natal.
Der Stadtname bringt die Hoffnung auf Freiheit zum Ausdruck, die Lucas Meyer und seine Gefolgsleute anlässlich der Gründung ihrer Burenrepublik hatten.

## Geographie
Die Stadt befindet sich 70 Kilometer von Utrecht entfernt in 1112 Metern Höhe über dem Meeresspiegel und an der Regionalstraße R34. Die Stadt liegt am White Umfolozi River, der auch in ihrer Nähe entspringt.

## Geschichte
Vryheid liegt am Ostrand der sogenannten „Battlefields“ (deutsch etwa: „Schlachtfelder“). Diese Region im Nordwesten der Provinz KwaZulu-Natal war Schauplatz zahlreicher historischer Schlachten zwischen Voortrekkern und Zulu, zwischen Briten und Zulu und zuletzt zwischen Buren und Briten. Nach Ende des Zulukrieges bot eine Gruppe von Voortrekkern dem Zulukönig Dinizulu militärischen Schutz an. Im Gegenzug erhielten sie große Ländereien, so dass sie hier wenig später, am 12. November 1884 ihre Nieuwe Republiek mit Lucas Meyer als Präsidenten ausriefen, und Vryheid als Hauptstadt gründeten. Die kurzlebige Republik bestand bis zum Jahre 1888 und wurde dann Bestandteil der Südafrikanischen Republik.
Vryheid wurde im Jahre 1903 zum Township deklariert und 1912 zum Borough.
Die „Herz-Jesu-Abtei Inkamana“, eine am 3. August 1922 als Missionsstation durch Bischof Thomas Spreiter OSB gegründete Missionsbenediktinerabtei in Vryheid, gehört zur Benediktinerkongregation von St. Ottilien.
1955 gründeten auf Bitten des römisch-katholischen Bischofs von Eshowe vier Mallersdorfer Schwestern vom Orden der Arme Franziskanerinnen von der Heiligen Familie den Nardini-Convent in Vryheid als erste Mallersdorfer Niederlassung in Südafrika. 1956 wurde ein Kindergarten eröffnet, 1957 eine Volksschule. 1976 besuchten bereits 240 Kinder die Nardini-Convent-Schule und 100 Kinder den Kindergarten. 1978 entschloss sich die Ordensgemeinschaft in Zusammenarbeit mit den katholischen Bischöfen des Landes und entgegen den geltenden Rassengesetzen, ihre Schule für Schüler aller Hautfarben zu öffnen. Heute besuchen circa 500 Schülerinnen und Schüler den Kindergarten und die Schule.

## Einwohner
2011 hatte sie 47.365 Einwohner. Bei der Volkszählung 2011 bezeichneten sich 84,5 % als Schwarze, 12,1 % als Weiße, 1,7 % als Coloureds, 1,3 % als Inder oder Asiaten und 0,3 % als „Sonstige“.

## Wirtschaft
Wirtschaftlich bedeutsam sind der Kohleabbau und die Rinderzucht.

## Sehenswürdigkeiten

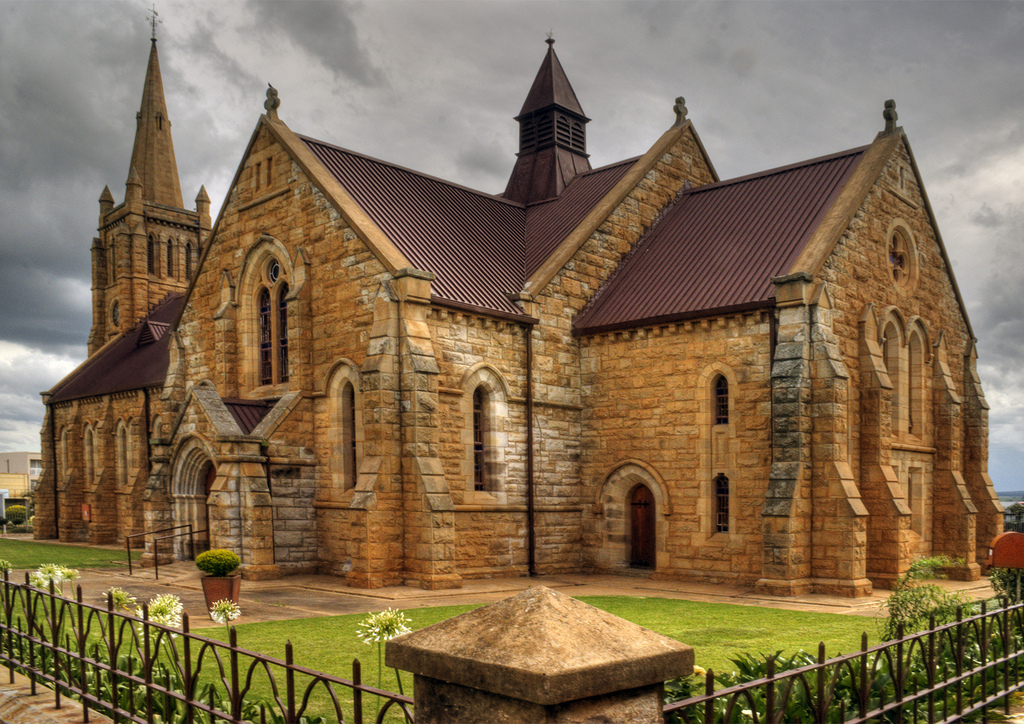
Niederländisch-reformierte Kirche in Vryheid

- House of Lucas Meyer, kulturhistorisches Museum, Präsident Lucas Meyer erwarb das Gebäude 1885
- Old Raadsaal, war in der Nieuwe Republiek der Ratssaal und das Gefängnis
- Klipfontein Bird Sanctuary, Vogelschutzgebiet südwestlich der Stadt; mehr als 160 Vogelarten wurden in diesem Feuchtgebiet registriert
- Nieuwe Republiek Museum, dokumentiert die Geschichte der Stadt und der „Nieuwe Republiek“ von 1884 bis 1888.
- Vryheid Nature Reserve, Naturpark der Stadt; es gibt verschiedene Wanderwege, im Park leben Zebras, Impalas, Elands und andere Antilopenarten. Im Frühling blühen in dem Reservat zahlreiche Wildblumen.
- Hlobane Battlefield, historisches Schlachtfeld 20 Kilometer nordöstlich der Stadt. Im Zulu-Krieg erlitten die Briten hier am 28. März 1879 eine Niederlage, 92 Briten starben.
- Khambula Battlefield, hier standen 2000 Briten in einer gut befestigten und mit Kanonen ausgerüsteten Stellung 18.000 Zulu gegenüber. Die Schlacht dauerte nur vier Stunden; dabei fanden rund 3000 Zulu und 83 Briten den Tod.
- Itala Game Reserve

## Persönlichkeiten
- Oswald Mbuyiseni Mtshali (* 1940), Schriftsteller
- Christian du Plessis (* 1944), Opernsänger, geboren in Vryheid